# Rowman & Littlefield
Rowman & Littlefield Publishing Group és una editorial independent dels Estats Units fundada el 1949. Publica obres acadèmiques i llibres per a un públic general sota diversos segells. Així mateix, és propietària de National Book Network, una empresa de distribució de llibres amb seu a Lanham (Maryland). Té la seva configuració actual des del 1988, quan University Press of America adquirí Rowman & Littlefield i en feu servir el nom per a l'empresa matriu.